# Автомагістраль 65 (Йорданія)
Автомагістраль 65, також відома як шосе Мертвого моря, — це шосе з півночі на південь в Йорданії. Починається в Акабі, проходить через Ваді-Араба і примикає до Мертвого моря та долини Йордану до західного передмістя міста Ірбід на північному краю Йорданії.

## Розробка

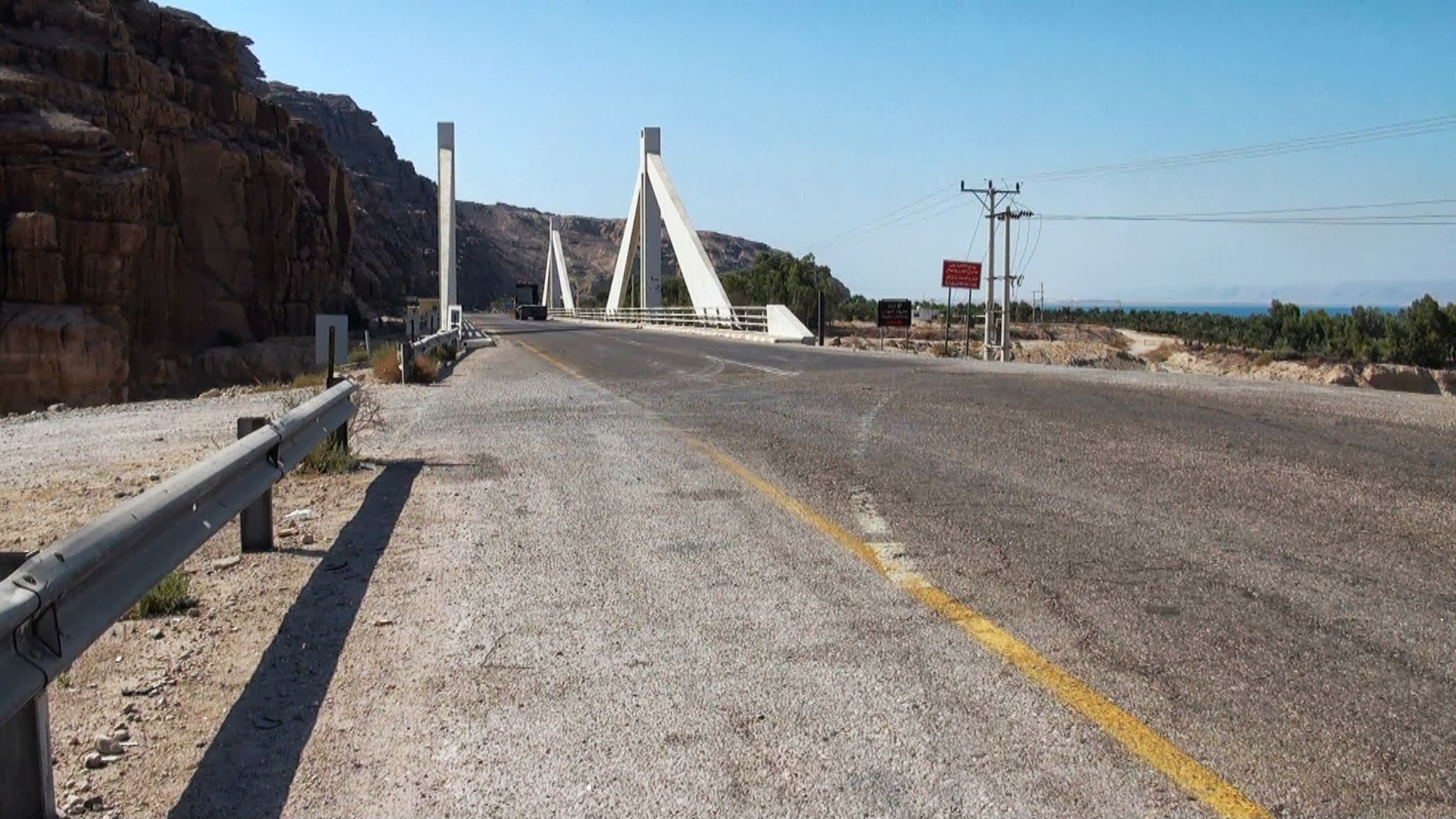
Автомагістраль 65 пролягає через міст

Перша частина магістралі була задумана в 1974 році як шосе Сафі-Акаба. Після того, як шосе досягло Сафі (у 1977 році), були розроблені подальші плани щодо шосе Мертвого моря на північ. Проте довгий час існувала неповна ділянка між Мазраа та Зарою.
Пізніше шосе 65 було включено до 25-річного плану Йорданії щодо будівництва розгалуженої мережі доріг, яка проходить по всій країні. Це передбачає будівництво кільцевих доріг навколо великих міст, таких як Ірбід, Солт або його столиця Амман. Очікується, що після завершення дослідження щодо покращення доріг цього проекту сягне 1,8 мільярда доларів США.

## Туристичні пам'ятки
Це шосе проходить з півночі на південь від мухафази Ірбід уздовж Мертвого моря. На північ від Мертвого моря є місце під назвою Поташ Сіті, аж до Акаби.

## Дивись також
- Автомагістраль 15 (Йорданія)
- Автомагістраль 90 (Ізраїль–Палестина) – паралельна дорога на ізраїльсько-палестинській стороні кордону